# 德国戴维斯杯代表队
德国戴维斯杯代表队是德国男子网球队参加戴维斯杯的队伍，由德国网球联合会负责管理和组织参赛。由于東德从未参加过戴维斯杯，而且德国网球联合会一直代表德国参加戴维斯杯赛事，因此在兩德統一后继承了西德戴维斯杯代表队的历史成绩。
1913年，德国首次参加戴维斯杯比赛。1970年，德国队首次闯入戴维斯杯决赛但输给了美国队。德国队曾三次夺得戴维斯杯冠军（1988年、1989年、1993年），并两次获得亚军（1970年、1985年）。